# Linares (Ribadesella)
Linares (oficialmente en asturiano Llinares) es una parroquia del concejo de Ribadesella, en el Principado de Asturias (España). Alberga una población de 150 habitantes (INE 2006) en 113 viviendas. Ocupa una extensión de 14,45 km². Está situada a 8,4 km de la capital del concejo. Su templo parroquial está dedicado a Santa María de la Velilla.

## Barrios
- Alea
- Calabrez
- Linares (Llinares en asturiano)